# Michajłowskaja (obwód wołgogradzki)
Michajłowskaja (ros. Михайловская) – stanica w Rosji, w obwodzie wołgogradzkim, w rejonie uriupińskim. W 2010 liczyła 1118 mieszkańców.

## Urodzeni
- Ilja Maszkow – radziecki malarz.